# Chip graffiti

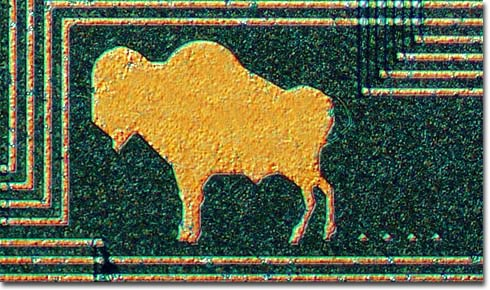
Bisonoxe inlagd på ett digitalt filter i en spektrumanalysator.

Chip graffiti kallas de tags som ibland återfinns på det ledande skiktet i vissa integrerade kretsar. Dessa tags kan bestå av personliga hälsningar, skämt och/eller grafiska symboler.